# Sieć łowiecka
Sieć łowiecka – sznur wykonany z konopi, lnu lub innego materiału wiązany w oka różnej wielkości, używany od czasów najdawniejszych do chwytania zwierzyny. Sieć łowiecka w średniowieczu była podstawowym narzędziem łowieckim stosowanym także na grubą zwierzynę, którą po schwytaniu skłuwano oszczepem. 
Obecnie używanie sieci łowieckiej dozwolone jest tylko do odłowu żywej zwierzyny w celach hodowlanych i naukowych lub na eksport.